# Pflegeprozess
Als Pflegeprozess wird in der professionellen Gesundheits- und Krankenpflege eine systematische Arbeitsmethode zur Erfassung, Planung, Durchführung und Evaluierung pflegerischer Maßnahmen bezeichnet. Diese, auch Pflegeregelkreis genannte Methode, basiert auf der Annahme, dass Pflege ein dynamischer Problemlösungs- und Beziehungsprozess ist, der u. a. über Rückkopplungsprozesse zu steuern ist. Je nach Modell umfasst der Prozess vier bis sechs Phasen, die logisch aufeinander aufbauen und sich gegenseitig beeinflussen. Die Phasen des Pflegeprozesses werden in der gesetzlich vorgeschriebenen Pflegedokumentation abgebildet.
Der Pflegeprozess wurde erstmals um 1950 von Lydia Hall noch etwas ungenau, und anschließend von der Pflegetheoretikerin Ida Jean Orlando 1961 (Pflegeprozesstheorie) konkreter beschrieben. 1967 stellten Helen Yura und Mary B. Walsh aus den Vereinigten Staaten den Pflegeprozess ebenfalls vor. Ihre theoretischen Arbeiten stützten sich auf pflegetheoretische Ansätze sowie auf Erkenntnisse aus der Systemtheorie, der Kybernetik und der Entscheidungstheorie. 1974 wurde der Pflegeprozess als Bestandteil der pflegerischen Arbeit (der Pflege) von der Weltgesundheitsorganisation (WHO) festgeschrieben und gilt als eine der wenigen weltweit etablierten Arbeitstechniken in der professionellen Pflege. In Deutschland wurde der Pflegeprozess 1985 in die Krankenpflegeausbildung aufgenommen. In Österreich wurde der Pflegeprozess 1997 als Bestandteil beruflichen Handelns in das Gesundheits- und Krankenpflegegesetz integriert, 2003 folgte Deutschland mit der Festschreibung des Pflegeprozesses als Unterrichtsinhalt in der Altenpflegeausbildung.
Die Erstellung des Pflegeprozesses stellt laut Pflegeberufegesetz vom 1. Januar 2020 eine vorbehaltene Tätigkeit für examinierte Pflegekräfte dar. In der Schweiz wurde der Pflegeprozess seit den 1990er Jahren festgeschrieben, er ist fester Bestandteil der Ausbildungscurricula und wird in allen Pflegebereichen verwendet. Im Jahr 2015 veröffentlichte der schweizerische Verein für Pflegewissenschaft einen Expertenbericht, der erstmalig eine neue Version des Pflegeprozesses, den Advanced Nursing Process, empfahl und der seither international breite Verwendung findet.

## Definition und Zielsetzung
Der Definition des Pflegeprozesses liegt die Annahme zugrunde, dass Pflege auf der Entwicklung einer Beziehung zwischen Gepflegtem und Pflegendem basiert. Die an diesem Beziehungsprozess Beteiligten verfolgen ein gemeinsames Ziel, nämlich die auf den Pflegeempfänger ausgerichtete Problemlösung oder die Kompensation nicht zu lösender Probleme durch die Pflege. Die Entwicklung gemeinsamer Ziele und Lösungsstrategien wird als Problemlösungsprozess bezeichnet. Der Pflegeprozess soll diese beiden pflegerischen Prozesse strukturieren und eine organisierte und ganzheitlich orientierte, individuelle Pflege ermöglichen. Er wird als eine Reihe von logischen, voneinander abhängigen und auf ein Ziel ausgerichteten Überlegungs-, Entscheidungs- und Handlungsschritten definiert, die im Sinne eines zyklischen Regelkreises einen Rückkopplungseffekt in Form der Neuanpassung und Beurteilung enthalten.
Der an den Problemen, Ressourcen und Fähigkeiten eines individuellen Pflegebedürftigen orientierte Pflegeprozess soll die Sicherheit des Gepflegten gewährleisten und ihn sowie seine Angehörigen in die Pflege einbeziehen. Durch Anwendung des Pflegeprozesses soll die fachliche Kontinuität des Pflegeverlaufs sichergestellt und dafür gesorgt werden, dass die notwendigen Informationen für alle Beteiligten verfügbar sind. Der Pflegeprozess soll die Pflege objektiv beurteilbar machen und so ihre Qualität sicherstellen. Zudem sollen durch die Dokumentation des Prozesses zwei Dinge sichergestellt werden: Einerseits die erbrachten Leistungen transparent und nachvollziehbar darstellen, andererseits die Pflegequalität auch im juristischen Sinne der Beweissicherung belegbar machen.

## Historische Entwicklung des Pflegeprozesses
In den 1950er Jahren kamen im Rahmen der pflegetheoretischen Entwicklung in den Vereinigten Staaten Fragen nach einer Definition der Pflege, ihrem eigentlichen Wesen und ihrer Struktur auf. Diese Fragestellungen entstanden aus einer Reihe unterschiedlicher Ansätze, unter anderem den wissenschaftlichen Aspekt der Pflege zu betonen. Das Rollenbild der Pflege sollte verändert und professionalisiert werden. Physische und psychosoziale Probleme des Pflegeempfängers sollten besser erkannt werden, um bei ihrer Bewältigung helfen zu können. Daraus entwickelte sich die Vorstellung, Pflege als einen Prozess zu betrachten. Es manifestierte sich die Forderung, Pflege zu planen und überprüfbar durchzuführen.
In der Folge erschienen eine Reihe von Arbeiten und Überlegungen zur Planung und Struktur einiger Teilaspekte systematischer Pflege; Helen Yura und Mary B. Walsh nennen hier insbesondere die Arbeiten von Hildegard Peplau, Lydia Hall, Dorothee Johnson und Ida Jean Orlando. Letztere veröffentlichte als eine der Mitbegründerinnen des Prozessgedankens 1961 das Buch The Dynamic Nurse-Patient Relationship: Function, Process and Principles of Professional Nursing Practice, in dem sie die Elemente des Pflegeprozesses beschrieb und die Bedeutung der Beteiligung des Gepflegten am Pflegeprozess hervorhob. Yura und Walsh veröffentlichten 1967 das erste umfassende Werk zum Pflegeprozess: The Nursing Process: Assessing, Planning, Implementing, Evaluating. Als Grundlagen gaben die Autorinnen neben pflegetheoretischen Erkenntnissen die Systemtheorie, Kybernetik und Entscheidungstheorie an. Die Methode verbreitete sich in den 1970er Jahren in den Vereinigten Staaten, das von Yura und Walsh beschriebene vierphasige Modell wurde in leicht modifizierter Form 1974 von der Weltgesundheitsorganisation (WHO) übernommen und als Bestandteil beruflicher Tätigkeit in der Pflege festgeschrieben.
Im deutschsprachigen Raum stellte Liliane Juchli den Pflegeprozess basierend auf Virginia Hendersons Theorie in ihrem didaktischen Standardwerk erstmals in der deutschsprachigen Pflege vor. Im Jahre 1981 griffen die Schweizerinnen Verena Fiechter und Martha Meier das Konzept auf und entwickelten daraus ein sechsphasiges Modell, das sie als erste deutschsprachige Monographie zum Pflegeprozess (Pflegeplanung: Eine Anleitung für die Praxis) veröffentlichten. Der herkömmliche Pflegeprozess stieß wegen fehlenden, international gültigen Inhalten jedoch zunehmend auf Kritik. Um die Forschungslücke zum herkömmlichen Pflegeprozesses zu schließen, entwickelten Müller Staub et al. den Advanced Nursing Process. Der Begriff advanced bedeutet: fortgeschritten, weiterentwickelt, vertieft, basierend auf wissenschaftlich definierten Konzepten. Die Definition lautet: „Der Advanced Nursing Process besteht aus definierten, validierten Konzepten. Er umfasst Assessment, Pflegediagnosen, Pflegeinterventionen und Pflegeergebnisse, die auf wissenschaftlich fundierten Pflegeklassifikationen beruhen“.
Im Deutschsprachigen wird ebenfalls die englische Bezeichnung Advanced Nursing Process verwendet, da sie sich international durchgesetzt hat. Sie sollte immer voll ausgeschrieben werden, um Verwechslungen mit Advanced Nursing Practice (ANP) zu vermeiden. Des Weiteren wurde der Advanced Nursing Process in Englisch und Französisch publiziert.
Bereits im Jahr 1985 wurden im deutschen Krankenpflegegesetz die einzelnen Bestandteile des Pflegeprozesses als Ausbildungsziele für Krankenpflegekräfte aufgenommen. Mit der Einführung der Gemeinsamen Grundsätze und Maßstäbe zur Qualität und Qualitätssicherung nach § 80 des Elften Buches Sozialgesetzbuches wurde 1996 die Anwendung des Pflegeprozesses und der entsprechenden Pflegedokumentation in allen deutschen Pflegeeinrichtungen verbindlich. In Österreich wurde der Pflegeprozess 1997 gesetzlich im Gesundheits- und Krankenpflegegesetz verankert und wird dort analog zum medizinischen Prozess als eigenverantwortliche Tätigkeit der Diplompflegekräfte mit Anordnungs- und Durchführungsverantwortung definiert. Die fachgerechte und sachkundige Anwendung des Pflegeprozesses durch Pflegefachkräfte wurde in Deutschland 2003 unter dem Begriff Geplante Pflege im Altenpflegegesetz und 2004 im Krankenpflegegesetz zur Pflicht.

## Pflegeprozessmodelle
Ein Pflegeprozessmodell stellt ein abstrahiertes Verfahren zur Problemlösung dar und stellt ein analytisches Handlungsmodell zur Verfügung, welches erst durch eine konkrete Pflegesituation prozesshaft und berufsspezifisch wird. Verbreitet sind Modelle mit vier, fünf oder sechs Phasen, die verwendeten Begriffe für die einzelnen Phasen sind nicht einheitlich.

### Vierphasiges Modell

Graphische Darstellung des vierphasigen Pflegeprozessmodells

Das in vier Phasen oder Schritte eingeteilte Modell wird von der WHO verwendet und propagiert. In diesem Modell können Pflegediagnosen in der zweiten Phase eingesetzt werden, mit denen eine standardisierte Benennung des Pflegebedarfs und die Zuordnung von Pflegetätigkeiten ermöglicht wird. Das Modell erlaubt aber dennoch die, in vielen Fällen nachteilige, individuelle Formulierung von Pflegeproblemen in Fällen, in denen eine Diagnosestellung nicht möglich oder nicht landesüblich ist. In der deutschsprachigen Pflegewissenschaft gewinnt dieses vierstufige Modell, unter anderem durch die Arbeiten Monika Krohwinkels, seit Mitte der 1990er Jahre an Bedeutung und setzt sich zunehmend in der Pflegepraxis gegen das 1981 vorgestellte sechsschrittige Modell durch.
Es gliedert sich in die Phasen:
- Pflegebedarf einschätzen: Assessment – Sammlung aller pflegerelevanter Informationen
- Pflegeplan erstellen: Planning – Stellung einer Pflegediagnose oder Feststellung der Pflegeprobleme und Ressourcen; Festlegung der Pflegeziele und Planung der Pflegemaßnahmen
- Pflegeplan ausführen: Intervention oder Implementation – Praktische Durchführung der Pflege
- Wirkung und Qualität der Pflege beurteilen: Evaluation – Überprüfung der Zielerreichung und der Pflegequalität

Zur leichteren Integration der Pflegediagnosen in Deutschland entwickelten Heuwinkel-Otter, Nümann-Dulke, Matscheko 2006 in dem Standardwerk „Menschen pflegen“ eine Abwandlung des 4-Phasenmodells der WHO.
Phase 1: Pflegediagnostik (Pflegediagnostischer Prozess)
- Informationen, inklusive Ressourcen, sammeln (mittels Gesprächen, Untersuchungen, Messungen etc.)
- Informationen analysieren, interpretieren
- Informationen synthetisieren (bündeln)
- Kennzeichencluster benennen, Pflegediagnosen formulieren (Verdachtsdiagnose und/oder endgültige)
2. Phase: Pflegetherapie
Pflegeziele und Pflegerrichtung festlegen (aktivierend, gleich bleibend, palliativ, koordinierend und präventiv)
Pflegemaßnahmen planen
Pflegemaßnahmen umsetzen (inklusiv Prävention, Gesundheitsberatung)
3. Phase: Pflegeevaluation
Erfolg der Pflegetherapie anhand der Situation des Pflegebedürftigen bewerten, z. B. Gesundheitszustand, Verhaltensveränderung.
4. Phase: Pflegeanpassung
Die Pflegetherapie anpassen, aufgrund einer veränderten Situation des Pflegebedürftigen (es geht der Person besser oder schlechter), erfolgloser Pflegetherapie, neuem Pflegefachwissen, neuen wissenschaftlichen Erkenntnissen.

### Fünfphasiges Modell
Das überwiegend in Nordamerika verbreitete fünfphasige oder fünfschrittige Modell enthält als zusätzlichen Schritt nach dem Assessment die Phase der Diagnose. Das Modell stellt eine von der North American Nursing Diagnosis Association (NANDA) erweiterte Variante des WHO-Modells dar. Die neugeschaffene Stufe dient dazu, aus den in der ersten Phase gewonnenen Informationen eine Pflegediagnose aufzustellen. Zweck dieser Erweiterung war die Betonung der Bedeutung von fundierten Pflegediagnosen und deren Anwendung im Pflegeprozess, die eine genauere Zuordnung der notwendigen Pflegemaßnahmen ermöglichen. Analog zu den diagnosebezogenen Fallgruppen wird durch den Einsatz standardisierter Pflegediagnosen die Abrechnung und Evaluation pflegerischer Interventionen erleichtert.

### Sechsphasiges Modell

Graphische Darstellung des Pflegeprozesses nach Fiechter/Meier

Das sechs Phasen umfassende Modell wurde von Fiechter und Meier entwickelt und ist das im deutschsprachigen Raum aufgrund seiner frühen Einführung am weitesten verbreitete Pflegeprozessmodell. Dieses Modell hat zum Ziel, einen individuell auf einen bestimmten Patienten oder Pflegebedürftigen bezogenen Pflegeplan auf Basis eines induktiven Prozesses zu erstellen, bei dem ausgehend von den erhaltenen Informationen Rückschlüsse auf die zugrundeliegenden Pflegeprobleme erfolgen.
Er besteht aus den Schritten:
- Informationssammlung: Pflegeanamnese und -assessment – Sammlung aller pflegerelevanter Informationen
- Erkennen von Problemen und Ressourcen: Pflegediagnose – Stellung einer Pflegediagnose oder Feststellung der Pflegeprobleme und Ressourcen
- Festlegung der Pflegeziele
- Pflegeplanung: Planung der Pflegemaßnahmen
- Durchführung der Maßnahmen: Implementation – Praktische Durchführung der Pflege
- Beurteilung der durchgeführten Pflege: Evaluation – Überprüfung der Zielerreichung und der Pflegequalität

### Pflegewissenschaftliche Bewertung
Die einzelnen Phasen des Pflegeprozesses können in Dauer, Reihenfolge, Überlappung und Begriff variieren, trotzdem können diese identifiziert, untersucht und analysiert werden. Sowohl die Wahl des Modells wie auch die Terminologie spielen daher nach Yura und Walsh im pflegerischen Ergebnis keine Rolle.
Trotz dieser Feststellung entwickelte sich weltweit eine Tendenz hin zum vierphasigen WHO-Modell. Anders als im fünf- und sechsphasigen Modell können im vierphasigen Modell in der zweiten Phase Pflegediagnosen sowohl mit als auch ohne Klassifizierungssystem eingesetzt werden, es erlaubt aber dennoch die in einigen Ländern übliche freie Formulierung von Pflegeproblemen. Es ist dem im deutschen Sprachraum noch häufig verwendeten sechsphasigen Modell nach Fiechter und Meier in logischer Hinsicht und wegen einer klarer abgegrenzten Begrifflichkeit überlegen. Anders als im fünfstufigen System, das den Einbau einer Pflegediagnose explizit vorsieht, stehen im Modell nach Fiechter und Meier durch den anderen Aufbau keine Pflegediagnosen beziehungsweise pflegewissenschaftlich basierte taxonomische Klassifikationen nach NANDA Taxonomy II, NIC oder NOC zur Verfügung. Die Pflegekraft muss also die in der Informationssammlung erkannten Pflegeprobleme selbstständig beschreiben und ihr entsprechende Pflegemaßnahmen zuordnen. Nach Ansicht des Medizinischen Dienstes der Spitzenverbände der Krankenkassen stellt dieses Modell deswegen hohe Anforderungen an die Fachkompetenz der Pflegenden und erfordert sowohl analytische und kommunikative Fähigkeiten als auch soziale Kompetenz. Um diese teilweise fehlenden Kompetenzen in der deutschen Pflege zu etablieren, wird seit 2007 im Rahmen der Pflegebildungsoffensive des Deutschen Bildungsrates für Pflegeberufe unter anderem eine Anpassung des Qualitätsniveaus der Ausbildungen an europäische und internationale Verhältnisse formuliert. Als nachteilig erweist sich, dass bei der freien Formulierung neben einer erschwerten einheitlichen Abrechnung auch ein Datenaustausch zwischen den Sektoren behindert wird. So wird beispielsweise die einrichtungsübergreifende Kommunikation bei Verlegungen oder die Verwendung der Pflegedokumentation zu statistischen oder pflegewissenschaftlichen Studien erschwert.
Die Nachteile der Freitextformulierung sowie der fehlenden Übernahme und Vergleichbarkeit der im Pflegeprozess dokumentierten Daten werden durch den Advanced Nursing Process aufgehoben, weil dieser auf standardisierten, wissenschaftlich etablierten und interoperable codierten Pflegeklassifikationen beruht. Seine Anwendung wurde mehrfach untersucht und Studienergebnisse weisen darauf hin, dass Pflegefachpersonen dadurch bessere Patientenergebnisse erzielen können.
Weltweit gibt es weitere Pflegeklassifikationssysteme, welche Pflegediagnosen, -Ziele und Maßnahmen beschreiben und zur Pflegeprozessdokumentation eingesetzt werden. Diese erfüllen die Kriterien an eine wissenschaftlich basierte Klassifikation unterschiedlich und Studien haben gezeigt, dass die NANDA-I, NIC und NOC die am Meisten verbreiteten und evaluierten Klassifikationen sind. Eine Übersicht bietet das Buch „Pflegeklassifikationen: Anwendung in Praxis, Bildung und elektronischer Pflegedokumentation“.
Die im deutschsprachigen Raum bekanntesten Pflegeklassifikationssysteme zur Abbildung des Pflegeprozesses sind nachfolgende:
- Praxisorientierte Pflegediagnostik (POP) klassifiziert Pflegediagnosen nach einem Ressourcenmodell

- European Nursing Care Pathways (ENP) klassifiziert Pflegediagnose, Pflegeziele und Pflegemaßnahmen.[37]
- International Classification of Nursing Practice (ICNP) mit Hilfe der Begriffe zu Pflegediagnosen-Titeln und weiteren Begriffen verschiedener Achsen (wie Ort, Mittel) können Aussagen zum Pflegeprozess durch die Pflegeperson postkombinatorisch entwickelt werden
- NANDA International[38] (NANDA-I) klassifiziert Pflegediagnosen.[39][40]
- Nursing Outcome Classification (NOC) klassifiziert pflegerische Outcomes[41][42]
- Nursing Intervention Classification (NIC) klassifiziert pflegerische Interventionen.[43][44]

### Tabellarischer Vergleich
In einer Tabelle lässt sich die Position der Pflegeplanung in den verschiedenen Pflegeprozessmodellen vergleichen:
| Vier-Phasen-Modell                                   | Fünf-Phasen-Modell                         | Sechs-Phasen-Modell                                                 |
| ---------------------------------------------------- | ------------------------------------------ | ------------------------------------------------------------------- |
| Assessment (Informationssammlung und Pflegediagnose) | Assessment (Informationssammlung)          | Informationssammlung                                                |
| -                                                    | Diagnosis (Pflegediagnose)                 | Erkennen von Ressourcen und Pflegeproblemen (analog Pflegediagnose) |
| Planning (Pflegeplanung)                             | Planning (Pflegeplanung)                   | Festlegung der Ziele (erster Teil der Pflegeplanung)                |
| -                                                    | -                                          | Planung der Maßnahmen (zweiter Teil der Pflegeplanung)              |
| Implementation/Intervention (Durchführung)           | Implementation/Intervention (Durchführung) | Durchführung                                                        |
| Evaluation                                           | Evaluation                                 | Evaluation                                                          |

## Phasen des Pflegeprozesses

### Informationssammlung
In allen Pflegeprozessmodellen liegt dem zyklischen Regelkreis die Einschätzung des Pflegebedarfs zugrunde. In diesem Schritt werden die pflegerelevanten Informationen durch verschiedene Methoden gesammelt. In der Regel findet der erste Kontakt zwischen Pflegendem und Pflegebedürftigen im Aufnahmegespräch statt. Das Gespräch hat einen zielgerichteten pflegeanamnestischen Charakter, in dem die Stammdaten, der physische und psychische Zustand sowie die Lebensgewohnheiten des Pflegebedürftigen erfasst werden. Die Anamnese kann durch Checklisten und verschiedene Pflegeassessmentinstrumente strukturiert werden. Zusätzliche Informationsquellen sind beispielsweise Angaben der Angehörigen, vorangegangene Pflegeverlaufspläne, die medizinische Krankengeschichte und Beobachtungen anderer Berufsgruppen. Basierend auf einem anderen Verständnis der Bedeutung der Pflegediagnostik für die Pflegequalität findet außerhalb des deutschsprachigen Raumes üblicherweise eine körperliche Untersuchung durch die Pflegekraft statt, bei der eventuelle pflegerelevante Einschränkungen diagnostiziert werden. Das von Marjory Gordon entwickelte Functional Health Patterns (FHP) Assessment unterstützt Pflegefachpersonen beim Stellen der Pflegediagnosen und wurde auf Deutsch unter dem Titel Pflegeassessment Notes herausgegeben.
Das ebenso im deutschsprachigen Raum entwickelte NNN-Assessment verlinkt Assessmentdaten elektronisch direkt mit Pflegediagnosen. Beide Instrumente unterstützen Pflegefachpersonen beim fachlich korrekten Stellen der Pflegediagnosen. Dabei werden anhand der Ergebnisse der Informationssammlung die Pflegediagnosen, Risiken und Ressourcen (Gesundheitsförderungsdiagnosen) formuliert. Zur präzisen Beschreibung einzelner Pflegeprobleme kann das aus der Pflegediagnostik abgeleitete PESR-Format angewandt werden. Die aus dem Englischen stammende Abkürzung PESR steht für Problem, Etiology, Symptom, Ressource, in der deutschen Abwandlung wird das E den Einflussfaktoren/Ursachen zugeordnet. Die Ausgangssituation gründlich zu erfassen und zu beurteilen ist notwendig, um die nachfolgenden Schritte des Pflegeprozesses zu ermöglichen. Die Informationssammlung ist jedoch nie abgeschlossen, da nachfolgend bekanntwerdende Informationen wieder zur Ermittlung neuer Pflegeprioritäten führen können.
Im fünfphasigen Modell wird diese Phase aufgeteilt. Im ersten Schritt findet die reine Informationssammlung statt, im zweiten Schritt werden erkannte Pflegeprobleme beurteilt und beschrieben. Das sechsphasige Modell nach Fiechter und Meier trennt die Informationssammlung und das Erkennen von Problemen und Ressourcen ebenfalls in einzelne Phasen.

### Pflegeplanung
Gemeinsam mit dem Pflegebedürftigen wird im Rahmen der Pflegeplanung festgelegt, welchen Bedarf und Umfang die Pflege haben soll, sie orientiert sich dabei an den Ressourcen und den Gewohnheiten des Betroffenen sowie den institutionellen Möglichkeiten. Hierbei werden Pflegeziele definiert, die sich an den Schwerpunkten der in der Anamnese ermittelten Pflegeprobleme orientieren und entsprechende Pflegeprioritäten festlegen. Nach Fiechter und Meier ist eine Unterteilung in langfristige Fernziele und kleinere, leichter zu erreichende Teilziele sinnvoll, jedoch sollen alle Ziele so formuliert werden, dass sie erreichbar und überprüfbar sind. Heath und Law definieren Pflegeziele in diesem Zusammenhang als „Ein Ziel ist das, was Sie, der Patient oder auch seine Familie hoffen, erreichen zu können. Dieses sollte die Grundlage für die spätere Auswertung sein“. Im sechsphasigen Modell nach Fiechter und Meier bildet dieser Teil der Planungsphase eine eigenständige dritte Phase, während er in den anderen Modellen mit der Planung der Maßnahmen zusammenhängt.
Um die festgelegten Pflegeziele zu erreichen, werden durch die Pflegenden und den Pflegebedürftigen die notwendigen pflegerischen Interventionen geplant. Diese auch als Pflegemaßnahmen bezeichneten Handlungen werden als die Anwendung pflegerischer und interpersoneller Fähigkeiten, die Unterrichtung und das Beraten des Pflegeempfängers sowie die Organisation und die Delegation der Arbeit definiert. Bei der Planung werden neben den Bedürfnissen und Ressourcen des Pflegebedürftigen und seiner Angehörigen auch die institutionellen Rahmenbedingungen wie Personalstand und Pflegemittel berücksichtigt. Die Maßnahmen müssen präzise, eindeutig und verständlich formuliert sein, die Parameter Art, Qualität und zeitliche Abstände der Maßnahmen sind zu beschreiben; als Merksatz wird hier auch: „Wer, was, womit, wann, wie oft“ verwendet. Sofern Pflegestandards oder Expertenstandards definiert sind, reicht deren Angabe. In Deutschland sind für die Beschreibung der Pflegemaßnahmen und die nachfolgende Dokumentation die Kurzbeschreibungen vollständige Übernahme (VÜ), teilweise Übernahme (TÜ), Unterstützung (U) sowie Beratung, Anleitung und Beaufsichtigung (BA) für die Angabe des Umfangs der Pflege üblich und entsprechen den zugrundeliegenden gesetzlichen Vorgaben. Die Planung hat den Charakter einer Pflegeverordnung und ist für alle an der Pflege Beteiligten bindend.

### Durchführung
Auf der Grundlage der Pflegeplanung wird die Pflege durchgeführt. Heath und Law betonen in dieser Phase die Berücksichtigung der institutionellen Bedingungen; die praktische Durchführung wird durch äußere Umstände wie Zeit, Personaldecke und notwendige Hilfsmittel ebenso beeinflusst, wie durch die individuellen Empfindungen und Zustandsveränderungen des Pflegeempfängers oder durch das Pflegeresultat. Bei der Umsetzung des Pflegeplans überlappen sich die einzelnen Prozessphasen: Beobachtete Reaktionen des Pflegebedürftigen führen zu entsprechenden Modifikationen der Planung, Pflegeprobleme können neu auftreten, gelöst werden oder durch eine Veränderung in der Dringlichkeit zu einer Neubewertung der Prioritäten führen. Diese notwendigen Anpassungen an veränderte Umstände oder neue Informationen gehen in den Pflegeprozess ein und dieser wird an die aktuellen Bedürfnisse des Gepflegten angepasst.
Die Notwendigkeit, die Durchführung gemäß der Planung an- und durchzusetzen, wird in der Produktionstechnik oder der Dienstetheorie als Durchsetzung bezeichnet. In der Pflege ist das nicht üblich. Solche konsequente Durchsetzung der Planung wird nur gelingen, wenn die Planung den Prozess hinreichend genau abbildet und die tatsächlichen Notwendigkeiten berücksichtigt. Für eine erfolgreiche Durchsetzung der Planung sind also das anfängliche Assessment zur Bestimmung der Vorgaben und die wiederholte Evaluation zur Rückmeldung aus dem Pflegeprozess entscheidend. Interessant sind hierzu die wenigen Textanalysen der Planungen und Berichte der Umsetzung der Pflege, die es bisher gibt.

### Beurteilung
In der letzten Phase des Pflegeprozesses, die auch als Evaluation, Bewertung oder Auswertung bezeichnet wird, schließt sich der Regelkreis mit der Rückkopplung (Feedback). Diese Phase ermöglicht durch eine Soll-ist-Analyse des Pflegeresultats eine Anpassung der weiteren Pflege an den tatsächlichen Pflegebedarf und bewertet deren Qualität. Dazu werden die Pflegeberichte ausgewertet, der Pflegebedürftige beobachtet, Assessementinstrumente und objektive Messkriterien eingesetzt. Stimmt das Pflegeergebnis nicht mit dem vorgegebenen Pflegeziel überein, wird ermittelt, aus welchen Gründen das Ziel verfehlt wurde. Mögliche Gründe können eine lückenhafte Informationssammlung, eine Fehleinschätzung der Ausgangssituation oder des Pflegebedarfs, eine zu optimistische Setzung des Pflegeziels oder die Planung unangemessener Pflegemaßnahmen sein. Anschließend wird der Pflegeplan an die Ist-Situation angepasst, erreichte Pflegeziele verlieren Priorität, neu aufgetretene oder nicht erreichte Ziele werden formuliert, geplant und priorisiert.
Ohne hinreichende Informationssammlung und ohne regelmäßiges Nachführen der Planung setzt die Durchführung möglicherweise anfangs falsch ein und später veraltet die Planung mit dem Prozessfortschritt so, dass lediglich eine Neuplanung wieder eine gültige Arbeitsgrundlage für die Durchführung liefert. Soweit die Evaluation ohne Verzug der Durchführung folgt, kann dieses Auseinanderlaufen von Prozess und Plan durch fortschreitende Korrektur der Planung auf der Grundlage der letzten Evaluation vermieden werden.

## Pflegepraktische Umsetzung
Der Pflegeprozess als Arbeitsmethode gilt als höchster verfügbarer Entwicklungsstand in Ländern mit einer akademischen Pflegeausbildung als flächendeckend eingeführt. Insbesondere in den angloamerikanischen Ländern ist er fest verwurzelt. Der Pflegeprozess wird dort bereits in der Ausbildung eingesetzt, um pflegerische Kernkompetenzen wie Kommunikation, analytische Selbstreflexion, kreative Problemlösung und kritisches Denken (engl. Critical Thinking) zu entwickeln. Zudem dient der Pflegeprozess in der Pflegeforschung als Basis für die Erforschung, Erprobung und Entwicklung weiterer Konzepte. Beispiele hierfür sind die Fortschritte in der Wahrnehmung pflegerischer Einflüsse im Clinical Pathway, die Verbindung des Pflegeprozesses mit dem Case Management und der Pflegediagnostik sowie der Berufspolitik und des Pflegeforschungsprozesses (engl. nursing research process), der sich auf die Resultate pflegerischer Interventionen in einem Makrokosmos bezieht. Für pflegewissenschaftlich weniger entwickelte Länder ist die Umsetzung nur teilweise im Pflegealltag angekommen. In Deutschland, wo der Pflegeprozess gesetzlich vorgeschrieben ist, gilt dessen Umsetzung als problematisch und ist noch nicht flächendeckend in der Pflegepraxis eingeführt, verstanden und umgesetzt. Verantwortlich dafür sind Mängel in den beruflichen Rahmenbedingungen, beispielsweise fehlende Pflegefachkräfte, Defizite in der Aus- und Fortbildung sowie Probleme in der institutionellen Umsetzung von Pflegemodellen oder Dokumentationssystemen. Berichte und Studien zeigen, wie der Pflegeprozess auch im deutschsprachigen Raum nachhaltig] in die Praxis eingeführt werden kann.

### Wertorientierung der Pflege am Outcome
Zentrales Kriterium für das Nachführen der Planung der Pflegeprozesse muss das Outcome für den Patienten sein, nicht primär eine Kostenoptimierung oder ein Beachten bestehender Kapazitätsengpässe. Vordergründig erscheint das problematisch, tatsächlich wird eine solche Wertorientierung am Outcome nach dem Konzept Beyond Budgeting wirtschaftlicher und effizienter arbeiten und damit dem Patienten, dem Pflegeteam und der Einrichtung besser dienen.
Neuere Methoden zeigen, dass Erfahrungen aus Kundendiensten gut auf die klinische Pflege übertragen werden können. Statt einer mechanistischen Steuerung der Prozesse wird die wertorientierte Vorgehensweise verfolgt. Das gilt umso mehr, als die Qualifizierung des Pflegepersonals aus Kostengründen zunehmend stärker strukturiert wird und daher die Führung der verschieden qualifizierten Pflegekräfte an Bedeutung gewinnt.

#### Pflegeinhaltliche Orientierung
Verschiedene Autoren stellen übereinstimmend fest, dass die pflegeinhaltliche Orientierung für die Anwendung des Pflegeprozesses bedeutungslos ist. Er ist selbst kein Pflegemodell oder inhaltliche Pflegetheorie, sondern lediglich eine Arbeitsmethode, die auf vorhandene Pflegeleitbilder und angewandte Pflegemodelle übertragbar ist. Jedoch forderten neben anderen Autoren Nancy Roper, Winifred Logan und Alison Tierney die erfolgreiche Adaption eines Pflegemodells in den Pflegealltag um den Pflegeprozess erfolgreich anwenden zu können. In Studien wurde festgestellt, dass die inhaltslose Übertragung des Pflegeprozesses auf die Praxis tatsächlich Auswirkungen auf die Effizienz der Methode zeigt.
Die Befragungsschwerpunkte verschiedener Pflegemodelle und deren ermitteltes Pflegeproblem können dies verdeutlichen. Die in stark vereinfachter Form tabellarisch dargestellte Problematik bezieht sich hier auf die stationäre Aufnahme eines übergewichtigen Pflegebedürftigen ohne die Berücksichtigung der Ursache, die eine Gewichtszunahme verursachen könnte.
| Verwendetes Pflegemodell                    | Befragungsschwerpunkt            | Methode                       | Beobachtung/Aussage                                                                       | Erkanntes Pflegeproblem                                            |
| ------------------------------------------- | -------------------------------- | ----------------------------- | ----------------------------------------------------------------------------------------- | ------------------------------------------------------------------ |
| R/L/T-Modell (Adaption nach Liliane Juchli) | ATL-Kriterium: Essen und Trinken | Checkliste                    | Gewichtskontrolle                                                                         | Gemessenes Gewicht entspricht nicht dem BMI                        |
| Selbstpflege nach Orem                      | Selbstpflegedefizit              | Anamnesegespräch, Beobachtung | Patient nimmt objektiv und subjektiv zu viel Nahrung auf                                  | Gemessenes Gewicht entspricht nach Gewichtskontrolle nicht dem BMI |
| Transkulturelle Pflege nach Leininger       | Soziokulturelle Hintergründe     | Anamnesegespräch, Beobachtung | Patient fühlt sich mit seinem Gewicht innerhalb seiner sozialen Umgebung nicht angenommen | Gemessenes Gewicht entspricht nach Gewichtskontrolle nicht dem BMI |

#### Anwendung eines Pflegesystems
Eine der Voraussetzungen und zugleich Zielvorgaben des Pflegeprozesses ist die ganzheitliche Wahrnehmung des Pflegeempfängers im Beziehungsprozess. Hieraus ergibt sich für die Praxis, dass die Wahl des Pflegesystems zwingend auf ein Bezugspflegesystem fallen muss. In solchen Systemen werden Pflegekraft und Pflegebedürftiger einander zugeordnet und eine kontinuierliche Beziehungsentwicklung sowie eine vergleichende Beobachtung des Zustandes ermöglicht. Dabei ist unerheblich, ob die Bezugspflege nach deutschem Verständnis der Gruppenpflege oder dem angloamerikanischen Primary Nursing eingesetzt wird. Im Gegensatz dazu werden innerhalb der reinen Funktionspflege die Aufgaben auf Basis fachlicher Kompetenz aufgaben- beziehungsweise tätigkeitsorientiert verteilt. Dadurch ist eine Defragmentierung des Pflegeprozesses zu beobachten, der eine sinnvolle Anwendung in der Praxis unmöglich macht.

#### Erfassungssysteme
Voraussetzung für die Führung des Pflegepersonals und die Dokumentation der erbrachten Leistung ist eine gute Unterstützung der Erfassung der inkrementellen Leistungsinformationen. Dabei ist zu berücksichtigen, dass beide Anforderungen dazu dienen, Unsicherheiten beim Personal vorzubeugen und Kontrolle durch Unbeteiligte durch ein selbsttätiges Meldeverfahren zu ersetzen. Beides fördert die Motivation der Leistenden und senkt deren Stressbelastung. Moderne Lösungen vermitteln eine gute Wahrnehmung solcher Unterstützung und Selbständigkeit. Damit steigt die Motivation über alle Qualifikationsgruppen.

#### Dokumentationssysteme
Um den Pflegeprozess nachvollziehbar für die Pflegekräfte abzubilden, müssen die aus der gesetzlichen Forderung einer geplanten Pflege entstandenen Dokumentationssysteme sowohl die Dokumentationserfordernisse abdecken als auch an vorhandene Pflegeleitbilder, -modelle und -theorien anpassbar sein. In der Praxis ist dies in vielen Fällen daran gescheitert, dass externe Firmen ohne pflegewissenschaftliche Kenntnisse beauftragt wurden, entsprechende schriftliche oder virtuelle Systeme zu entwickeln. Aus dieser Ausgangslage heraus ergaben sich teilweise nicht dem Pflegeprozess entsprechende Schwerpunktbildungen zugunsten unmittelbarer Dokumentationserfordernisse. Zu beobachten sind die Überbewertung der körperlichen Probleme und des Assessments, beispielsweise durch Einbindung von Assessmentinstrumenten. Verlaufsberichte, Evaluation, psychosoziale Aspekte sowie die Perspektive des Pflegebedürftigen werden hingegen unterrepräsentiert.
Um den rechtliche, praxisorientierte sowie pflegewissenschaftliche Kriterien an die Pflegeprozessdokumentation zu erfüllen, wurden Kriterien erarbeitet und wissenschaftliche Stellungnahmen empfohlen. Deren Umsetzung mittels elektronischer Pflegedokumentation wurde umgesetzt und evaluiert. Diese zeigen, dass elektronische Pflegedokumentationssysteme, welche diese Kriterien erfüllen, die Pflegefachpersonen unterstützen, zu besseren Patientenergebnissen beitragen und die Kosten besser belegen als es Fallpauschalen (diagnosis related groups= DRGs) allein können. Ebenso liegt ein international konsentierter Standard für „Clinical Decision Support Systems“ vor. Dieser beschreibt, wie ein elektronisches Pflegedokumentationssystem aufgebaut werden sollte, das den Advanced Nursing Process elektronisch unterstützt, indem es Pflegefachpersonen beim Umsetzen aller Pflegeprozess-Phasen Vorschläge anbietet.

#### Pflegebildung
Als einer der wesentlichen Gründe für die unzureichende oder häufig inhaltsleere und nur auf die Dokumentation bezogene Umsetzung des Pflegeprozesses werden insbesondere Mängel in der Pflegebildung benannt. Die in der deutschen Pflegepraxis verbreitete Gleichsetzung von Pflegeprozess und Pflegeplanung lässt sich vor allem auf die fehlende Vermittlung pflegewissenschaftlicher und akademischer Grundlagen während und nach der Pflegeausbildung zurückführen. Dazu zählt unter anderem die in der pflegefachlichen Praxis mangelhafte Vermittlung des Zusammenhangs zwischen Pflegeprozess und jeweiliger Pflegedokumentation. Vielfach wird angenommen, dass mit dem durch gesetzliche Vorgaben verpflichtende Ausfüllen des Dokumentationssystems auch der Pflegeprozess als solcher stattfindet. Die neuere Literatur gibt nun Hilfestellungen zur wissenschaftlich fundierten, praxisorientierten Vermittlung des Advanced Nursing Process in der Pflegeaus- und -weiterbildung.

### Einfluss auf die Pflegequalität
Untersuchungen haben ergeben, dass die zunächst nur intuitiv von Pflegekräften wahrgenommene Verbesserung der Pflegequalität durch die Einführung des Pflegeprozesses auch objektiv nachgewiesen werden kann. Neben einer Vielzahl nachweisführender Studien aus den Vereinigten Staaten gibt es im europäischen Raum ebenfalls einige pflegewissenschaftliche Untersuchungen, die zum gleichen Ergebnis kommen. Eine Reihe von anderen qualitätsbeeinflussenden Kriterien, die mit der Implementierung des Pflegeprozesses einhergehen, wie die vollständige Umsetzung eines Pflegeleitbildes und angepasste Dokumentationssysteme, führen zu einer deutlichen Verbesserung der Pflegeresultate. Insbesondere gilt das für die Langzeitpflege: Betroffene gaben an, sich individueller wahrgenommen zu fühlen und sich häufiger mit den Pflegekräften zu unterhalten. Krohwinkel konnte in ihrer Studie nachweisen, dass Isolation, Abhängigkeit und Ungewissheit ohne die Anwendung des Pflegeprozesses anstiegen. In anderen Untersuchungen haben sich objektiv die Quoten der ermittelten Pflegeprobleme im Verhältnis zu den tatsächlich vorliegenden verbessert, die Zielerreichungsquote stieg im Bereich einfach zu erreichender Pflegeziele deutlich an. Gleichzeitig konnte Andrey Miller in einer Studie in geriatrischen Pflegeheimen nachweisen, dass Betroffene, die systematisch nach dem Pflegeprozess gepflegt werden, weniger inkontinent sind, weniger abhängiges Verhalten zeigen und aktiver bei der Pflege mitarbeiten. Dabei ist das Ergebnis jeweils vom Mitwirkungswillen des Pflegeempfängers abhängig. Im Bereich kurzfristiger Krankenhausaufenthalte konnte jedoch keine signifikante Verbesserung der Pflegequalität nachgewiesen werden. Die Anwendung des Advanced Nursing Process wurde mehrfach untersucht und zeigten signifikante Qualitätsverbesserungen und eine Erhöhung der Patientenergebnisse.

## Metatheoretische Auseinandersetzung
Innerhalb der internationalen und nationalen Pflegewissenschaft und Pflegeforschung wird der Sinn und Nutzen des Pflegeprozesses hinterfragt und die Grenzen seiner Effektivität diskutiert. Dabei lassen sich verschiedene Ansätze erkennen, die von der Akzeptanz und der Umsetzung in der Praxis und dem grundlegenden Pflegeverständnis geleitet sind. Kritisiert wird unter anderem, dass es sich bei dem Pflegeprozess nicht um eine originär aus der Pflegepraxis abgeleitete Arbeitsmethode handelt und deshalb als wichtig empfundene Elemente pflegerischen Handelns, beispielsweise Intuition und Erfahrung, eine Reduktion erfahren. Die instrumentalisierte und rationalisierte Vorgehensweise innerhalb der Anwendung wird in Frage gestellt, die eine berufliche Sinnfindung erschwert. In der angloamerikanischen, stark theoriegestützten Pflege treten zusätzlich Fragestellungen auf, die sich mit der Weiterentwicklung der Pflege auf Basis des Pflegeprozesses beschäftigen oder den Pflegeprozess als gedankliches Hindernis weiterer pflegeforscherischer Tätigkeit hinterfragen. Die Isolation einzelner Pflegeprobleme zugunsten eines umfassenden pflegerischen Verständnisses des Gepflegten führt nach Ansicht von Grove zu einer eingeengten Betrachtungsweise der Pflege, die dadurch makrokosmische und -ökonomische Gesichtspunkte aus den Augen verliert und so die Weiterentwicklung der Pflege behindert. Grundsätzlich wird der Pflegeprozess trotz kritischer Betrachtung jedoch als Kern beruflich-pflegerischen Handelns nicht angezweifelt, die Forderungen gehen dahin, die systematischen Grundlagen zu klären, die den Ausgangspunkt der pflegewissenschaftlichen Kritik bilden.